# Herrenberg und Vorberg im Huy
Koordinaten: 51° 57′ 7″ N, 10° 58′ 7″ O
Das Herrenberg und Vorberg im Huy ist ein Naturschutzgebiet in der Einheitsgemeinde Huy und der Stadt Halberstadt im Landkreis Harz in Sachsen-Anhalt.

## Allgemeines
Das Naturschutzgebiet mit dem Kennzeichen NSG 0031 ist 234,84 Hektar groß. Es ist nahezu vollständig Bestandteil des FFH- und EU-Vogelschutzgebietes „Huy nördlich Halberstadt“ und liegt vollständig im Landschaftsschutzgebiet „Huy“. Es bestand zunächst aus den beiden Naturschutzgebieten „Herrenberg“ und „Vorberg im Huy“, die seit dem 1. Mai 1961 unter Schutz stehen. Beide Schutzgebiete wurden 1985 zusammengelegt. Zuständige untere Naturschutzbehörde ist der Landkreis Harz.

## Beschreibung
Das Naturschutzgebiet liegt nordwestlich von Halberstadt im Huy. Es stellt ein Waldgebiet auf Buntsandstein im Norden und Muschelkalk im Süden unter Schutz. 

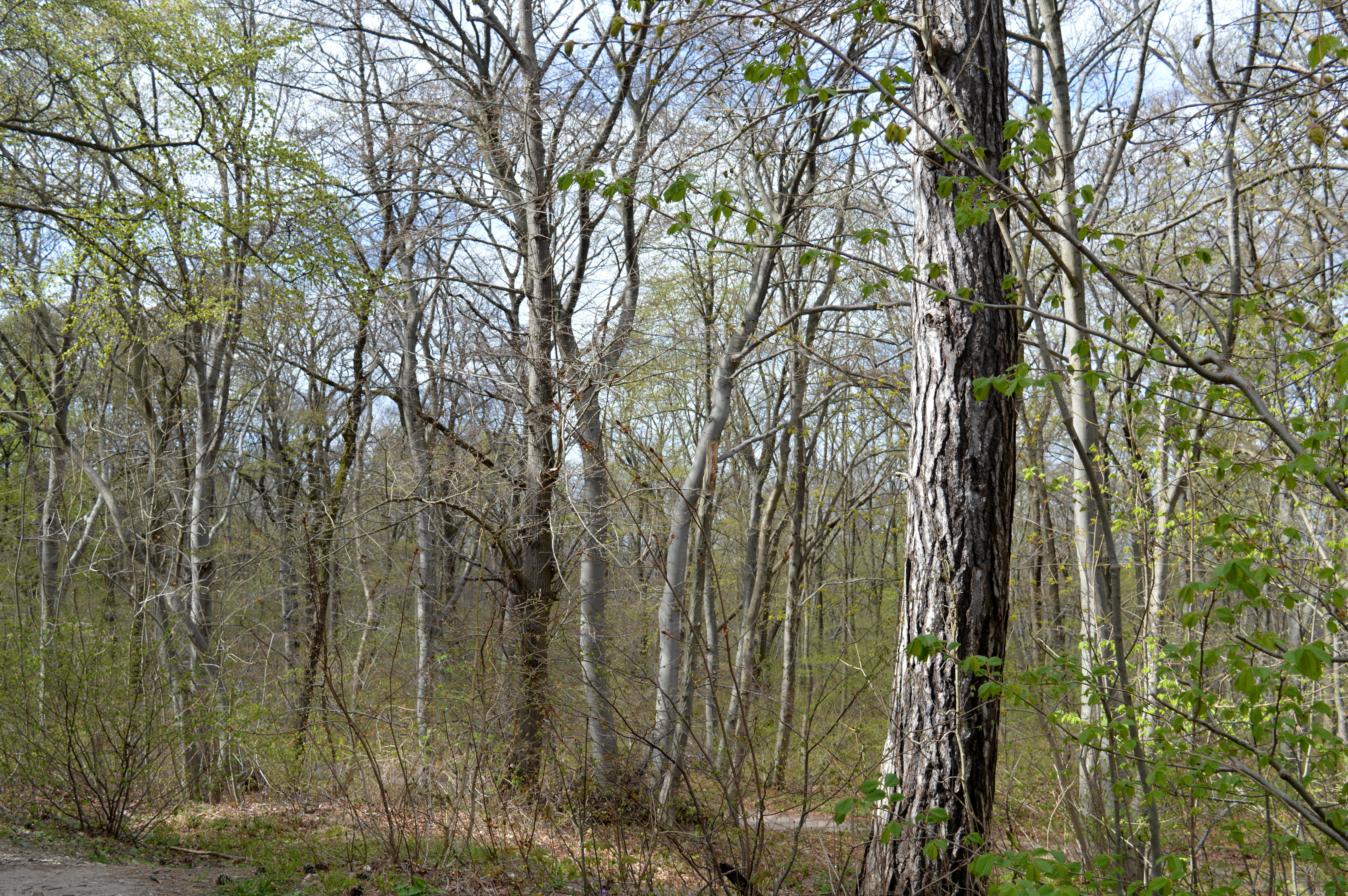
Wald im NSG Herrenberg und Vorberg im Huy (2016)

Der Norden im Bereich des Herrenbergs wird in erster Linie von Waldmeister-Buchenwald geprägt. Hier stocken vor allem Rotbuche, Traubeneiche, Vogelkirsche, Elsbeere und Hainbuche. In der Krautschicht sind Nickendes Perlgras, Waldzwenke, Sanikel, Geflecktes Lungenkraut, Waldreitgras und Waldmeister zu finden. Nach Süden schließt sich Traubeneichen-Hainbuchenwald an. Hier sind Bergsegge und Waldflattergras charakteristische Pflanzen der Krautschicht.
Der Süden des Schutzgebietes im Bereich des Vorbergs wird am Hangfuß von Eichenwäldern mit Traubeneiche und Winterlinden gebildet. Am Mittelhang gesellt sich die Hainbuche zur Waldgesellschaft. Auf der Kuppe stockt ein Eichen-Hainbuchenwald mit Feldahorn. Die Krautschicht wird im Bereich des Hangfußes von Waldreitgras, Maiglöckchen und Waldknäuelgras geprägt. Im Bereich des Mittelhangs prägen u. a. Liguster, Weißes Fingerkraut und Blutroter Storchschnabel die Krautschicht. Auf der Kuppe sind Wiesenschlüsselblume, Schwärzende Platterbse und Blauroter Steinsame vorherrschend. Weiterhin kommen Diptam, Fiederzwenke, Große Braunelle, Rauer Alant, Gartenschwarzwurzel, Ästige Graslilie, Gelber Zahntrost und Nacktstengelschwertlilie vor.
Im Norden des Vorberges sind durch Kalkabbau entstandene Pingen zu finden. Hier haben sich an noch offenen Stellen Orchideen angesiedelt, darunter Purpurknabenkraut, Fliegen- und Bienenragwurz, Grünlicher Waldhyazinthe und Gelber Frauenschuh. Weiterhin sind hier u. a. Rispige Graslilie, Blutroter Storchschnabel, Berghaarstrang, Schwalbenwurz, Taubenskabiose, Großblütige Braunelle, Rauer Alant und Breitblättriges Laserkraut zu finden. Um die Wiesenbereiche offenzuhalten, sind regelmäßige Entkusselungsmaßnahmen nötig.
Weiterhin befindet sich im Naturschutzgebiet eine alte Streuobstwiese, deren alte Bäume Höhlenbrütern einen geeigneten Lebensraum bieten. So sind hier z. B. Wendehals, Neuntöter und Raubwürger zu finden. Auch Hornissen und verschiedene Fledermäuse leben hier. Auf der Wiese wachsen u. a. Großes Zweiblatt, Mücken-Händelwurz, Echtes Tausendgüldenkraut und Purpur-Knabenkraut. Auch das Waldgebiet ist Lebensraum zahlreicher Vogelarten, darunter Rotmilan, Waldschnepfe, Kolkrabe, Turteltaube, Mittel- und Grauspecht.